# Toyota Yaris
Toyota Yaris este un automobil supermini / subcompact produs și comercializat de Toyota din 1999, înlocuind modelele Starlet și Tercel.

## Prima generație (XP10; 1999)

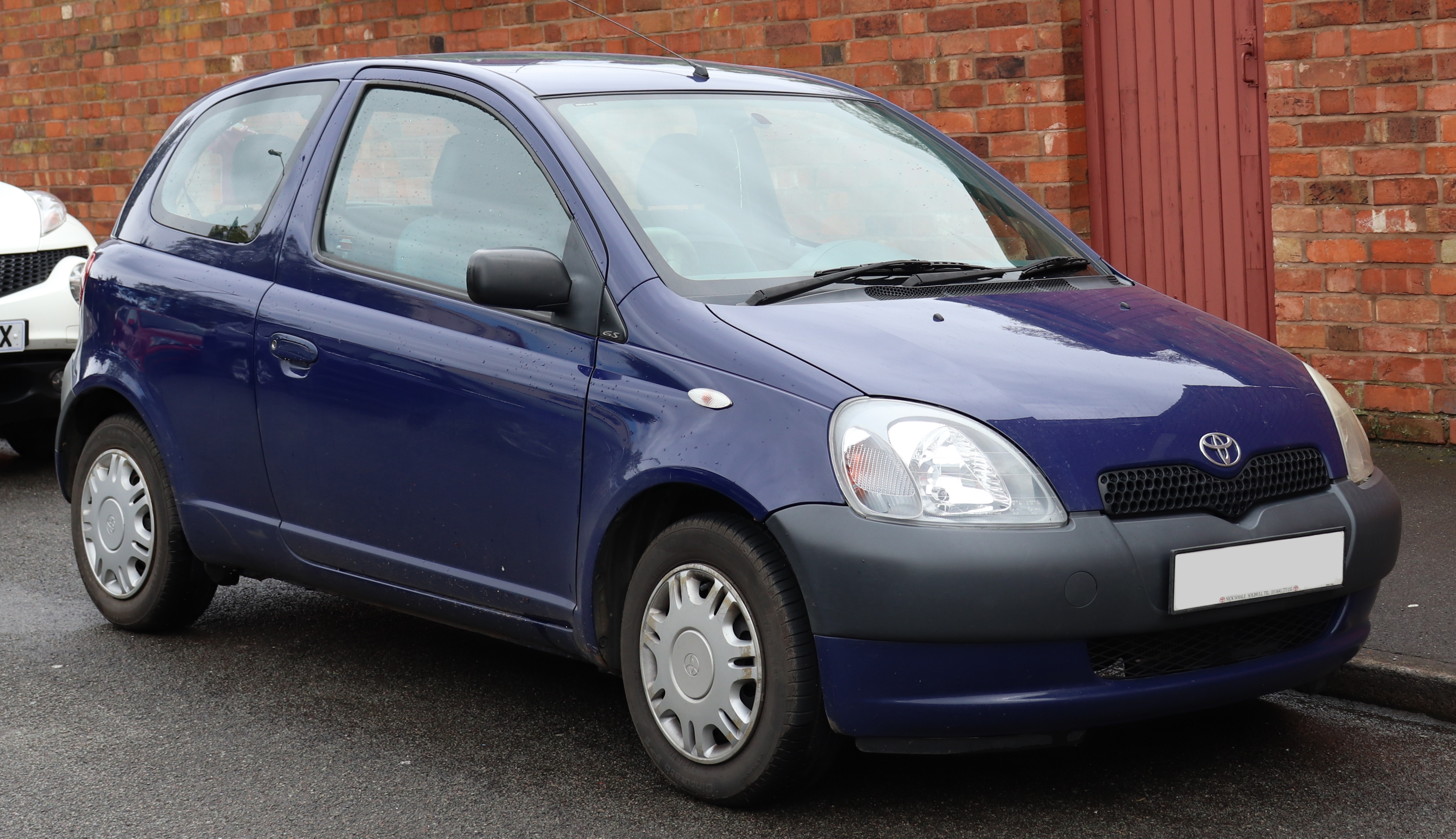
Yaris GS (pre-facelift)
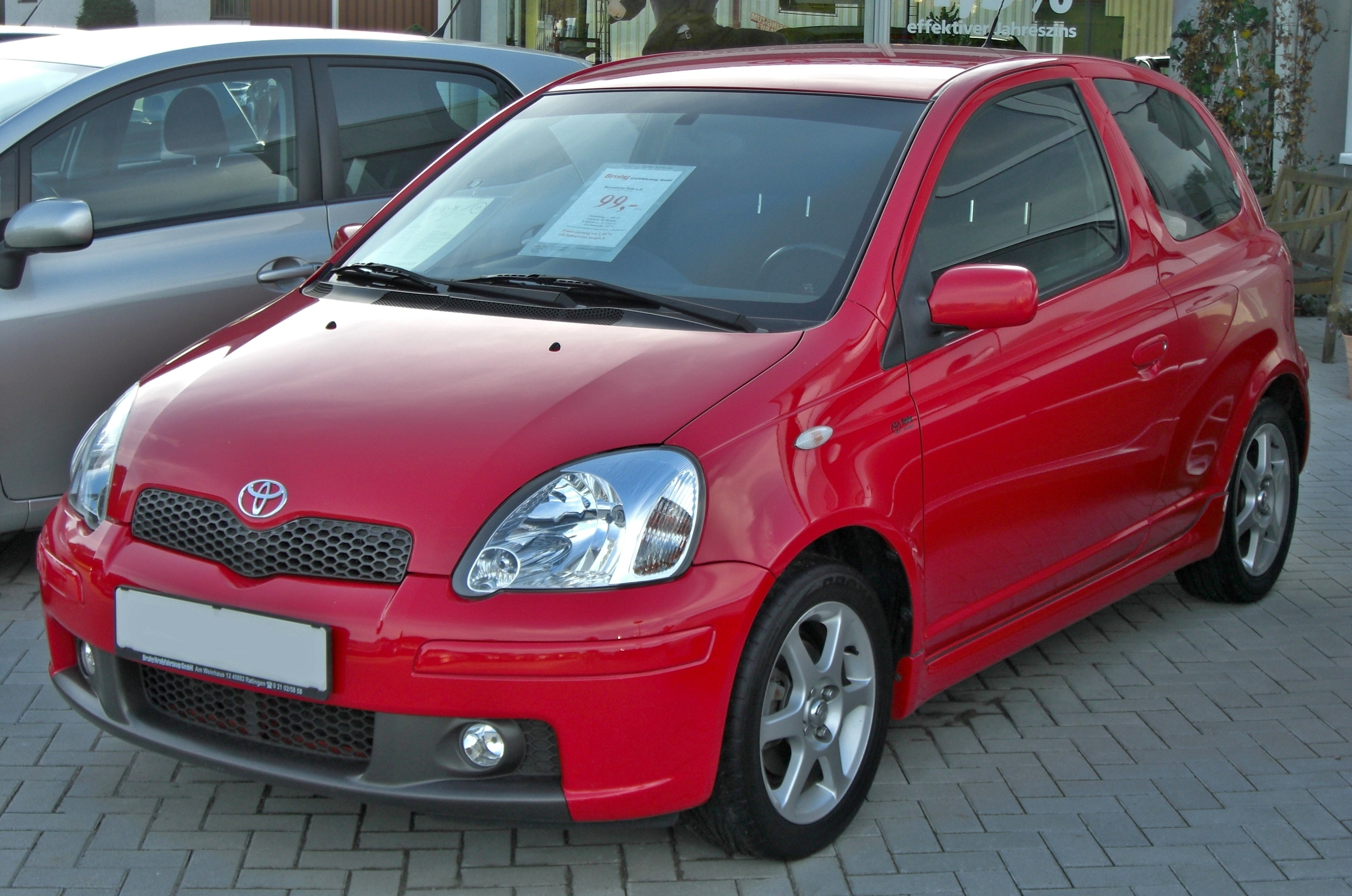
Yaris T-Sport (facelift)

## A doua generație (XP90; 2005)

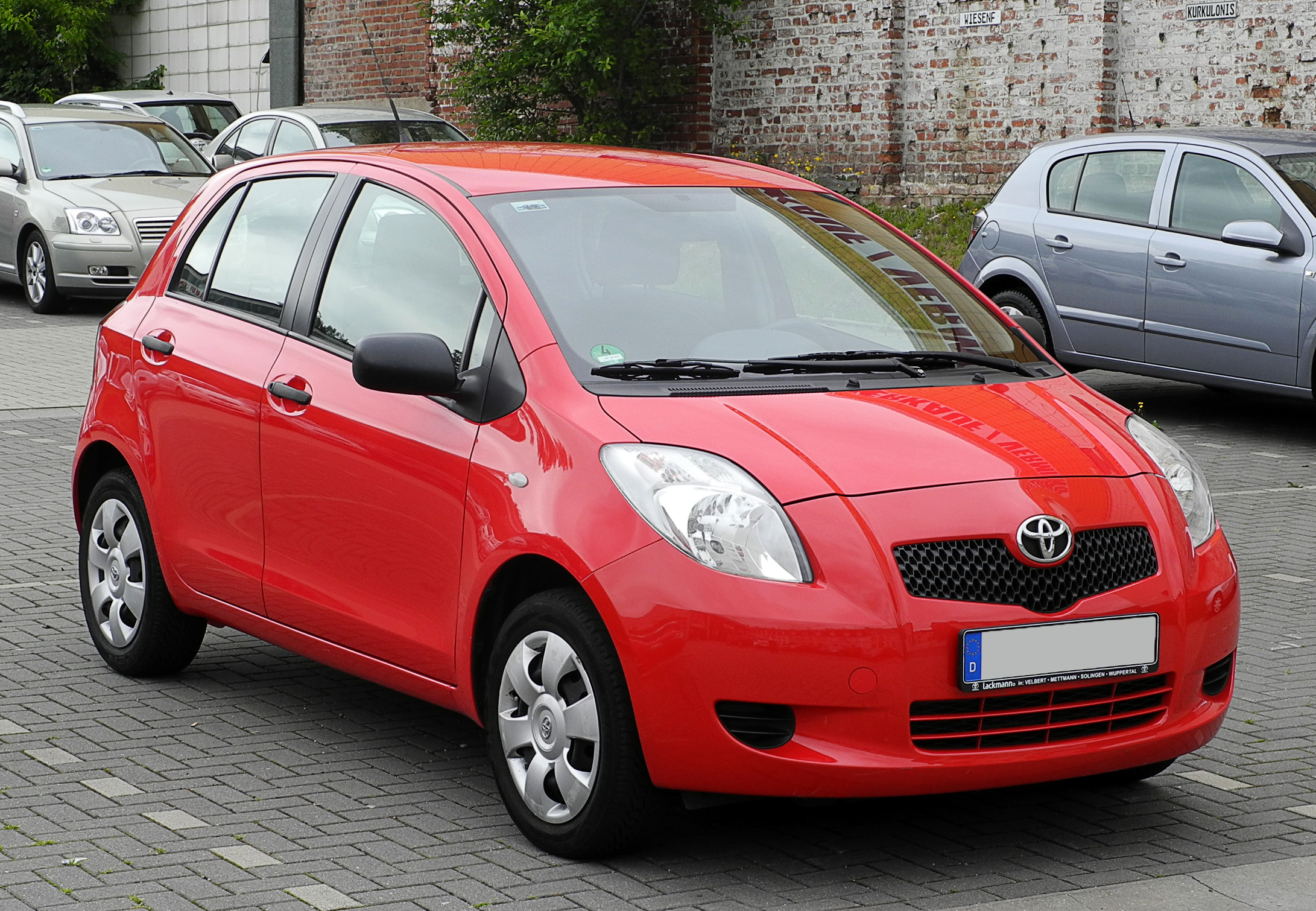
Yaris (pre-facelift)
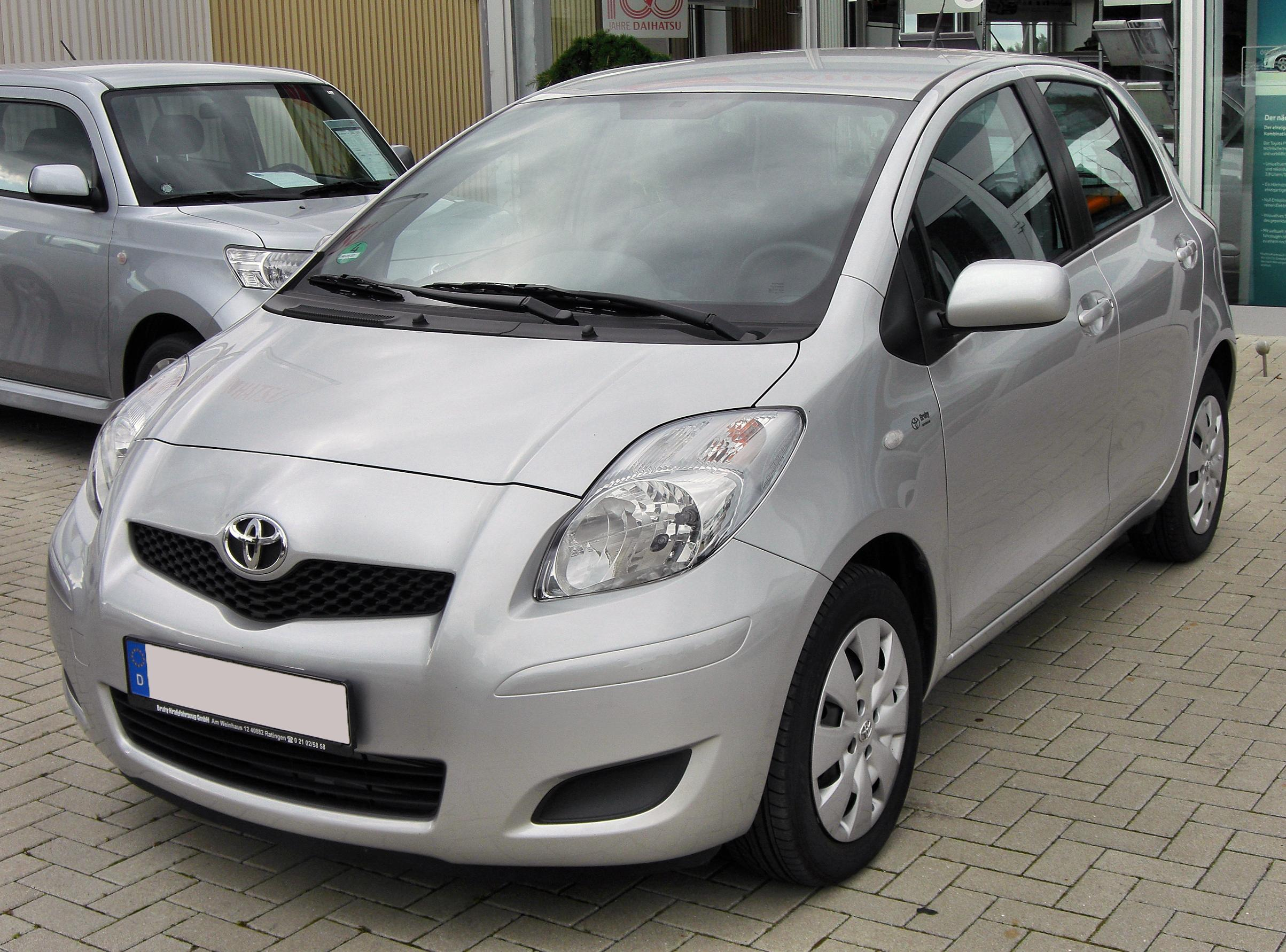
Yaris (facelift)
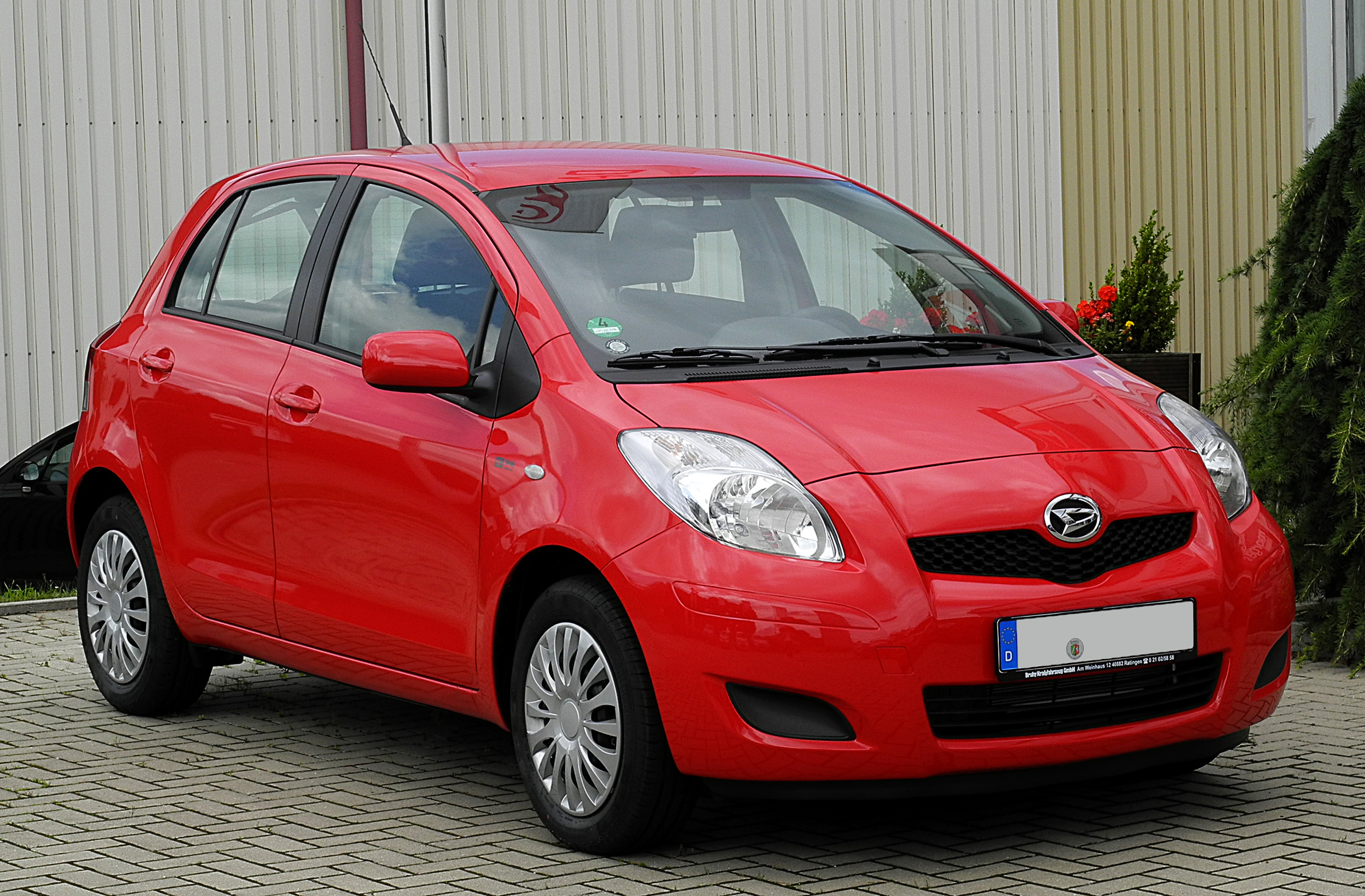
Daihatsu Charade

## A treia generație (XP130, 2011)

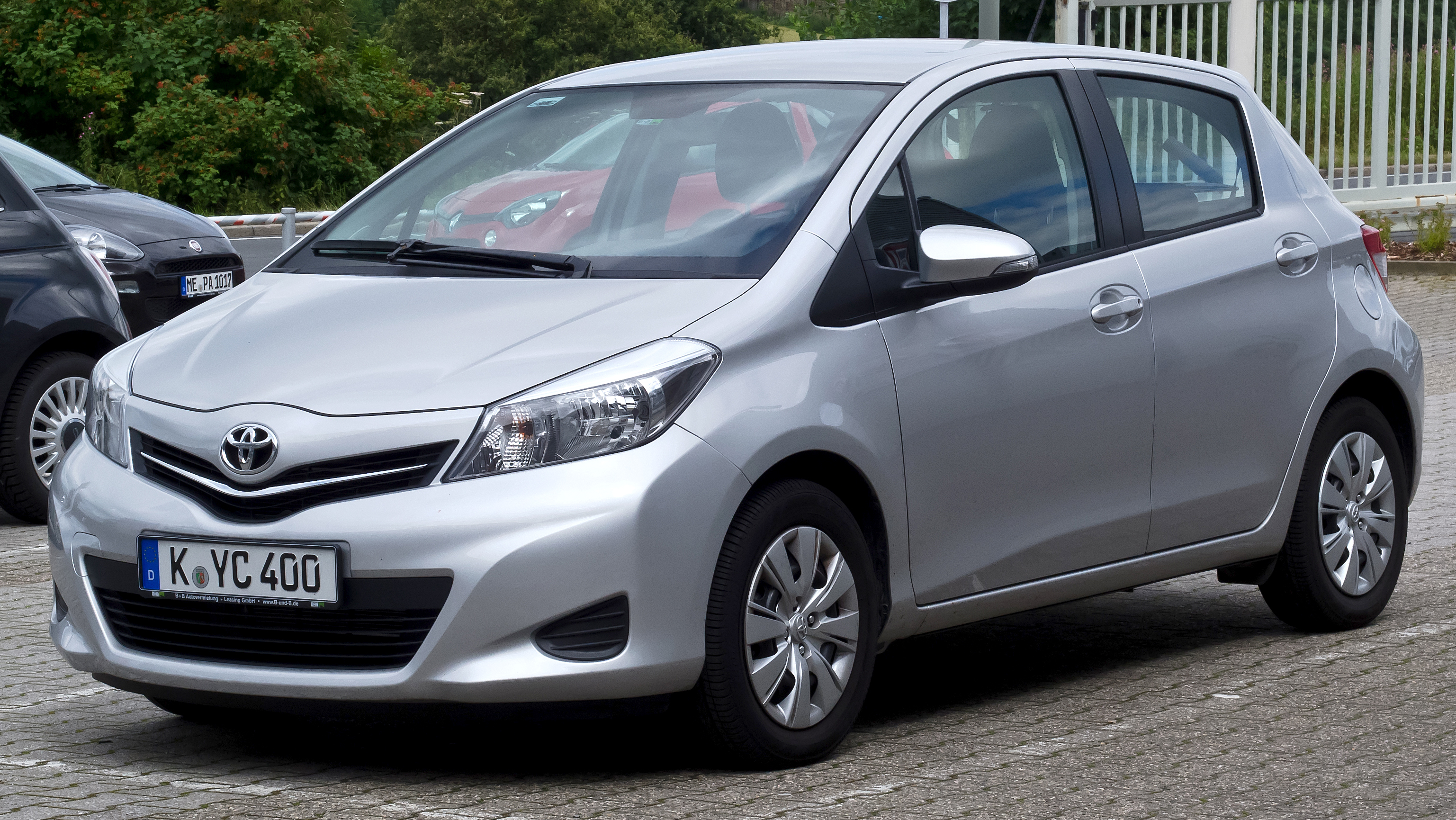
Yaris (pre-facelift)
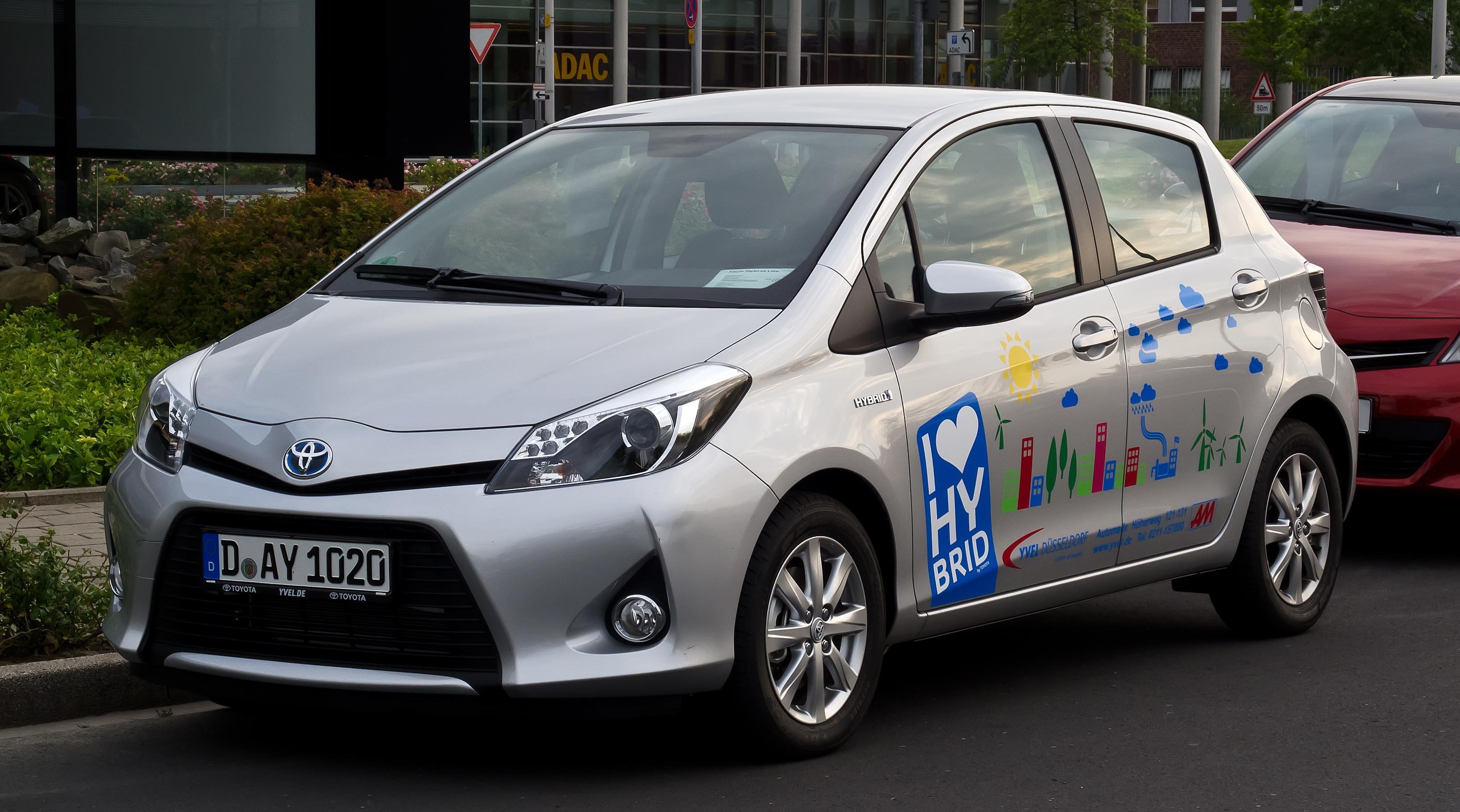
Yaris Hybrid Life (pre-facelift)
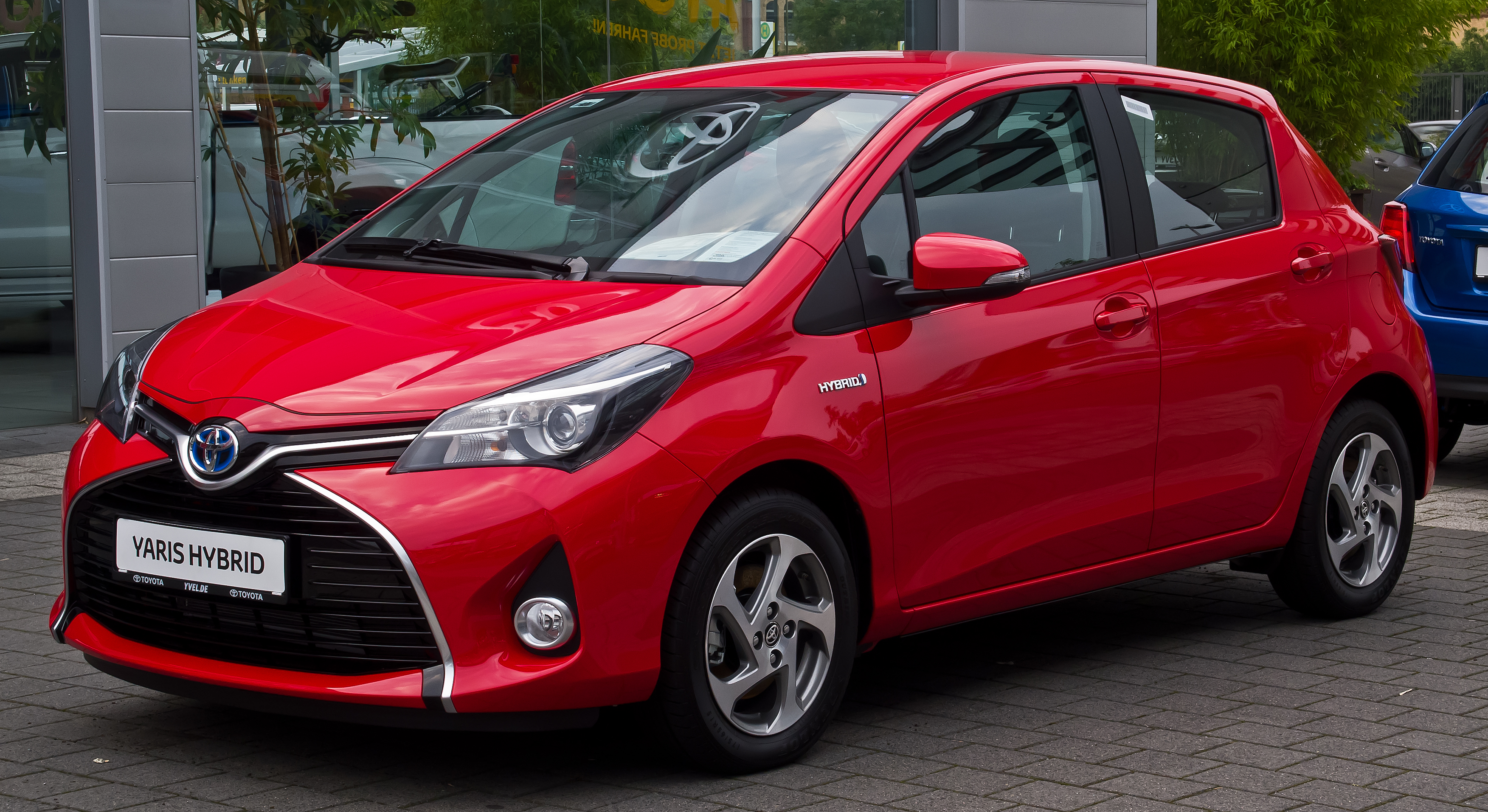
Yaris Hybrid Comfort (facelift din 2014)
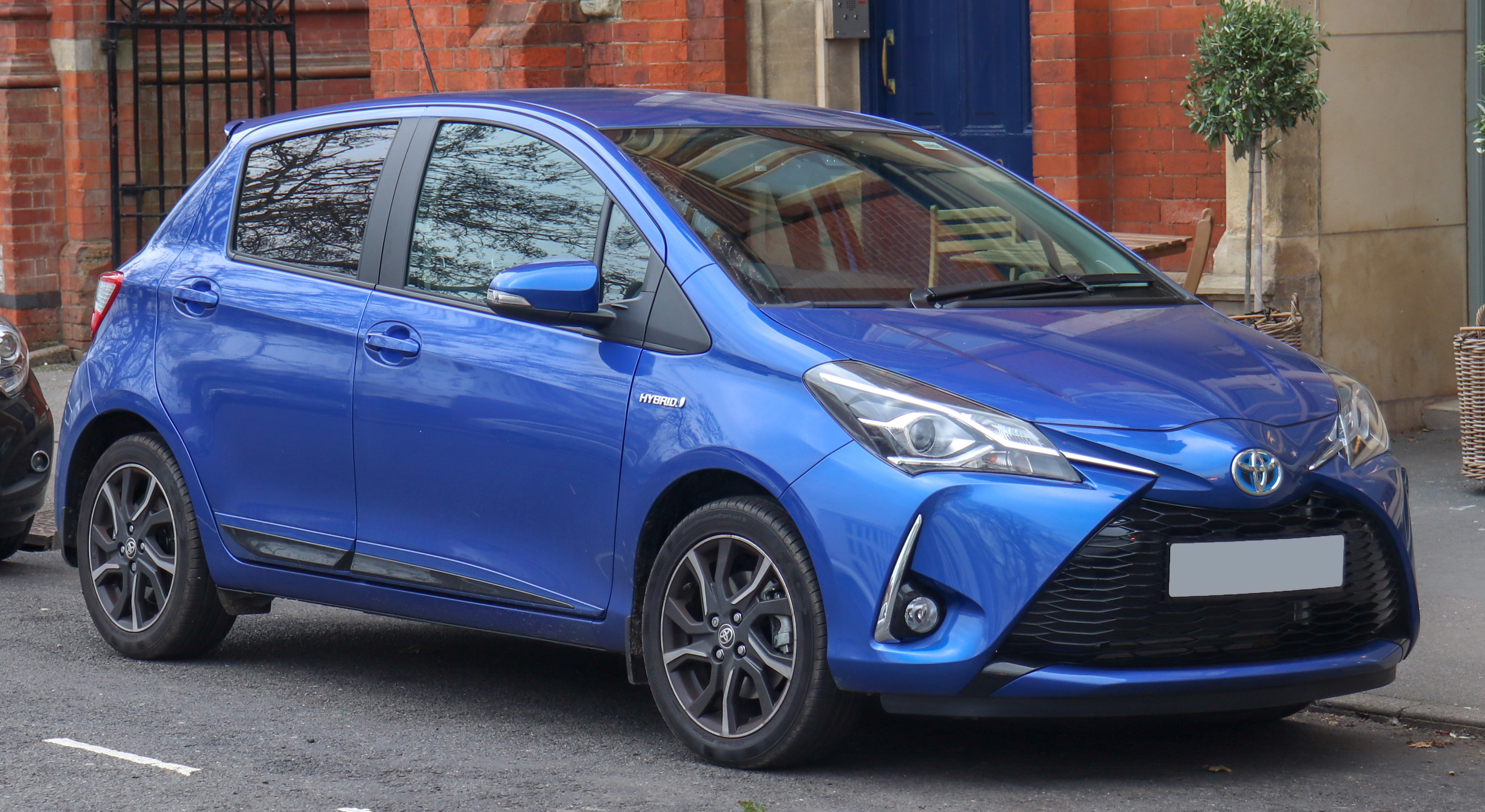
Yaris Hybrid Design (facelift din 2017)

## A patra generație (XP210, 2020)

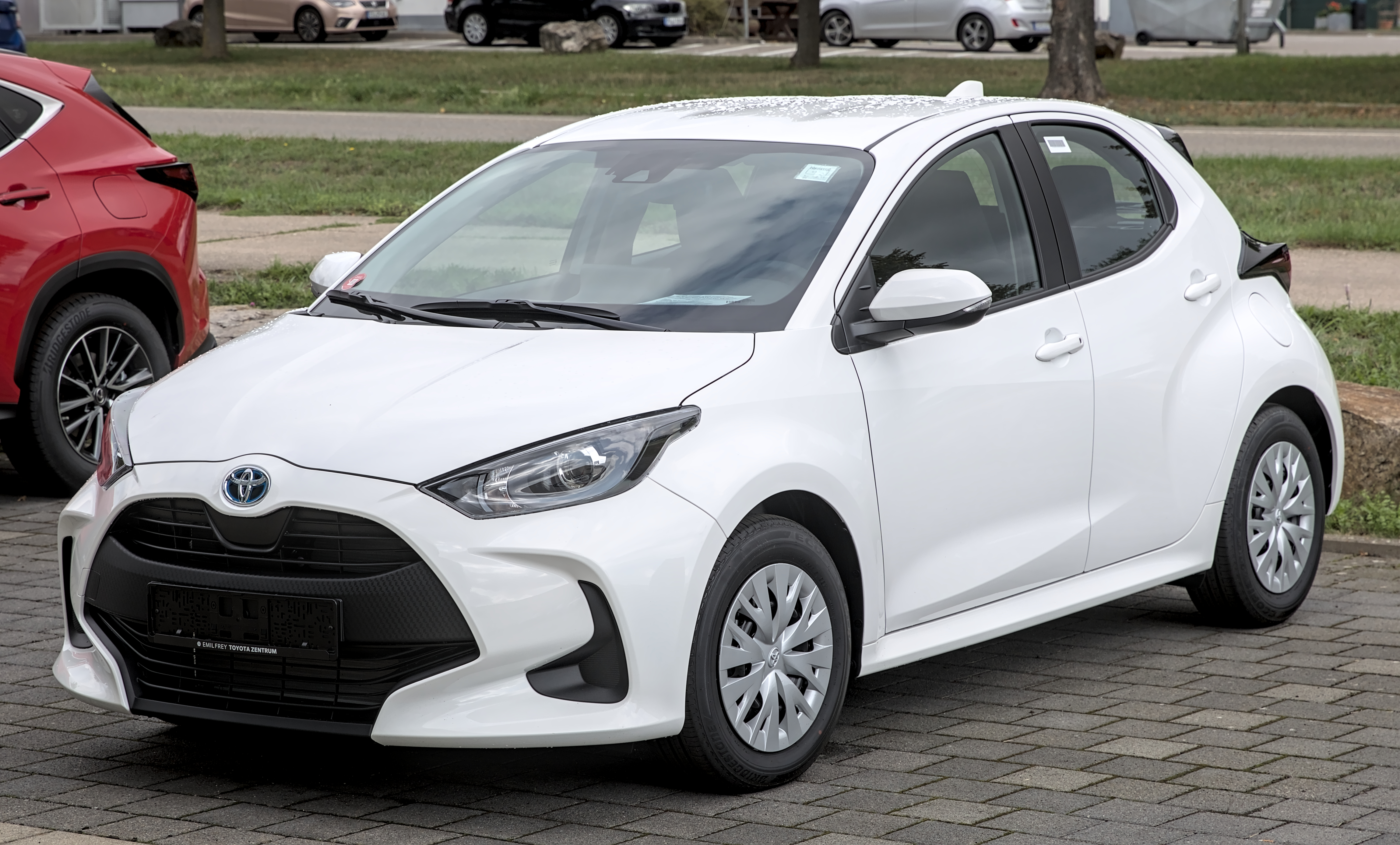
Yaris Hybrid
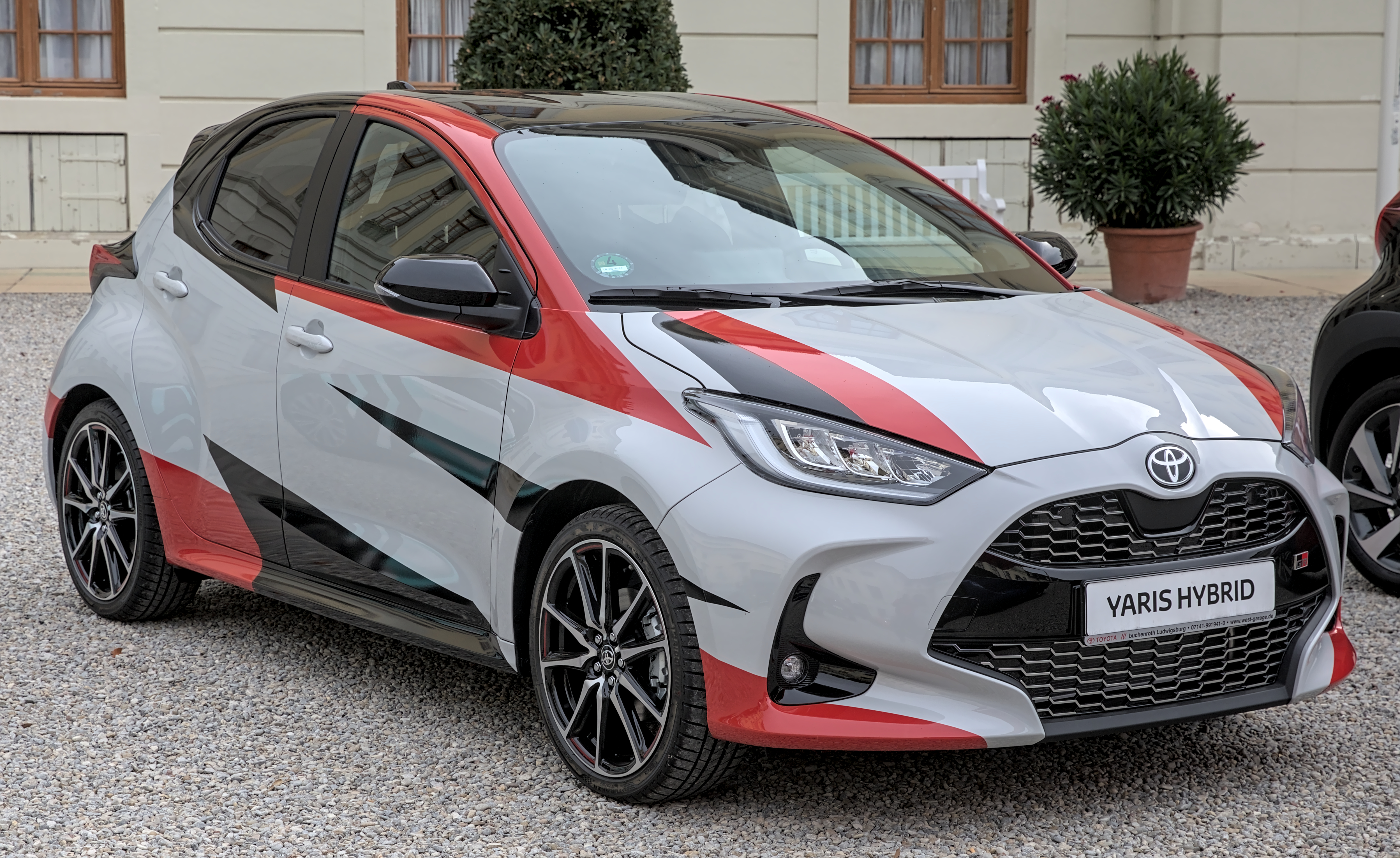
Yaris GR Sport Hybrid
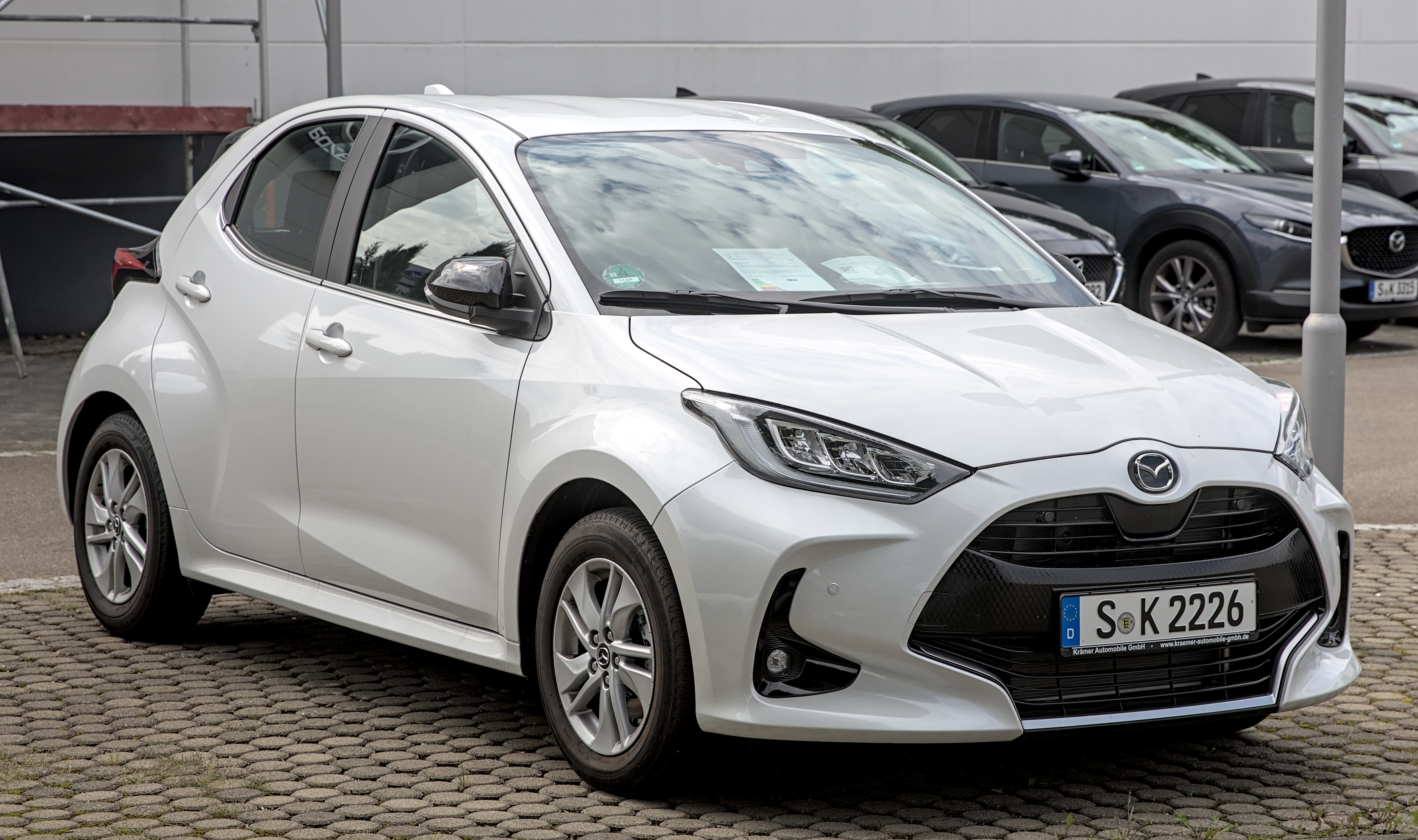
Mazda2 Hybrid
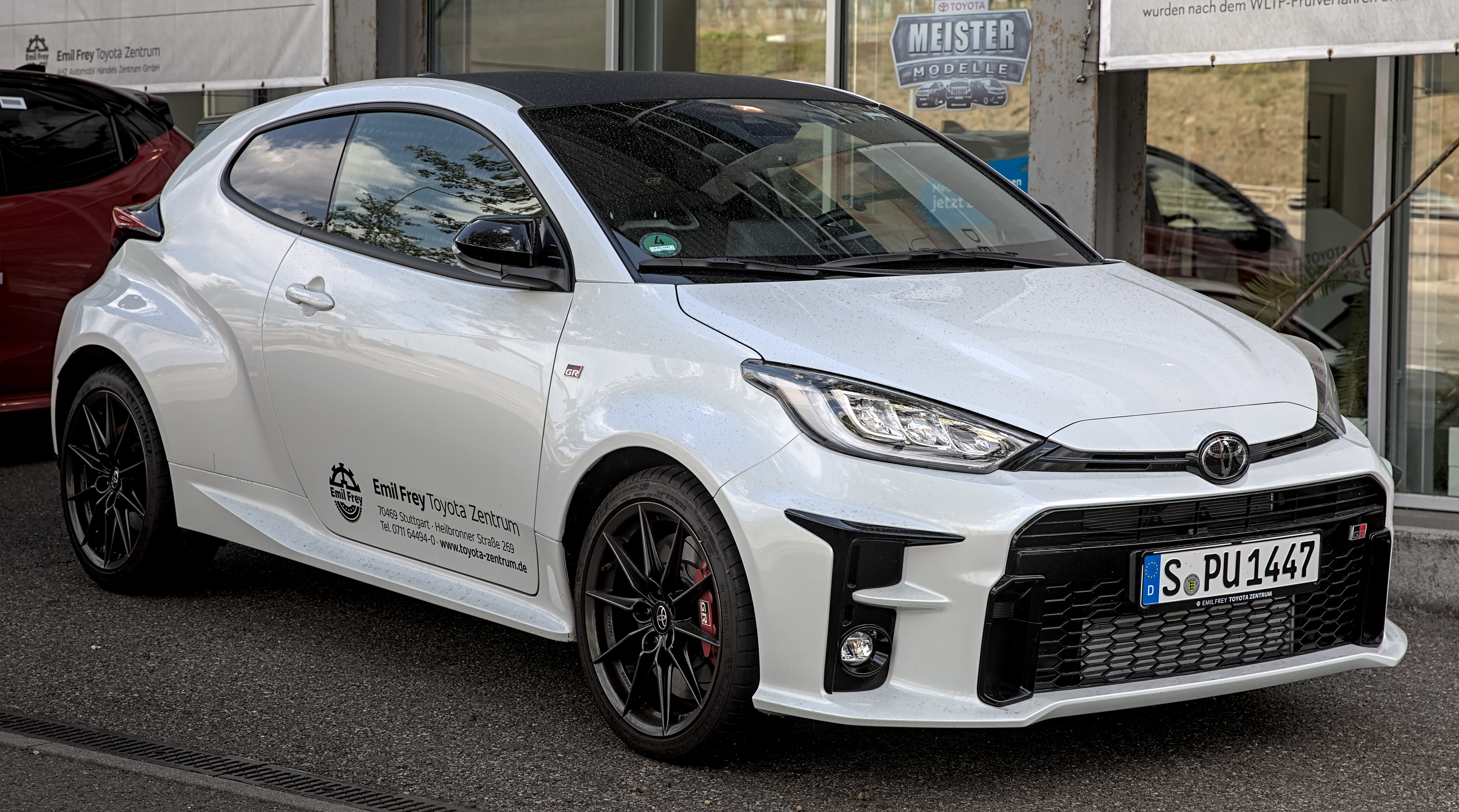
GR Yaris RZ

## Yaris Cross (XP210; 2020)
Yaris Cross este un SUV crossover subcompact care împarte aceeași platformă TNGA-B ca și a patra generație de Yaris.

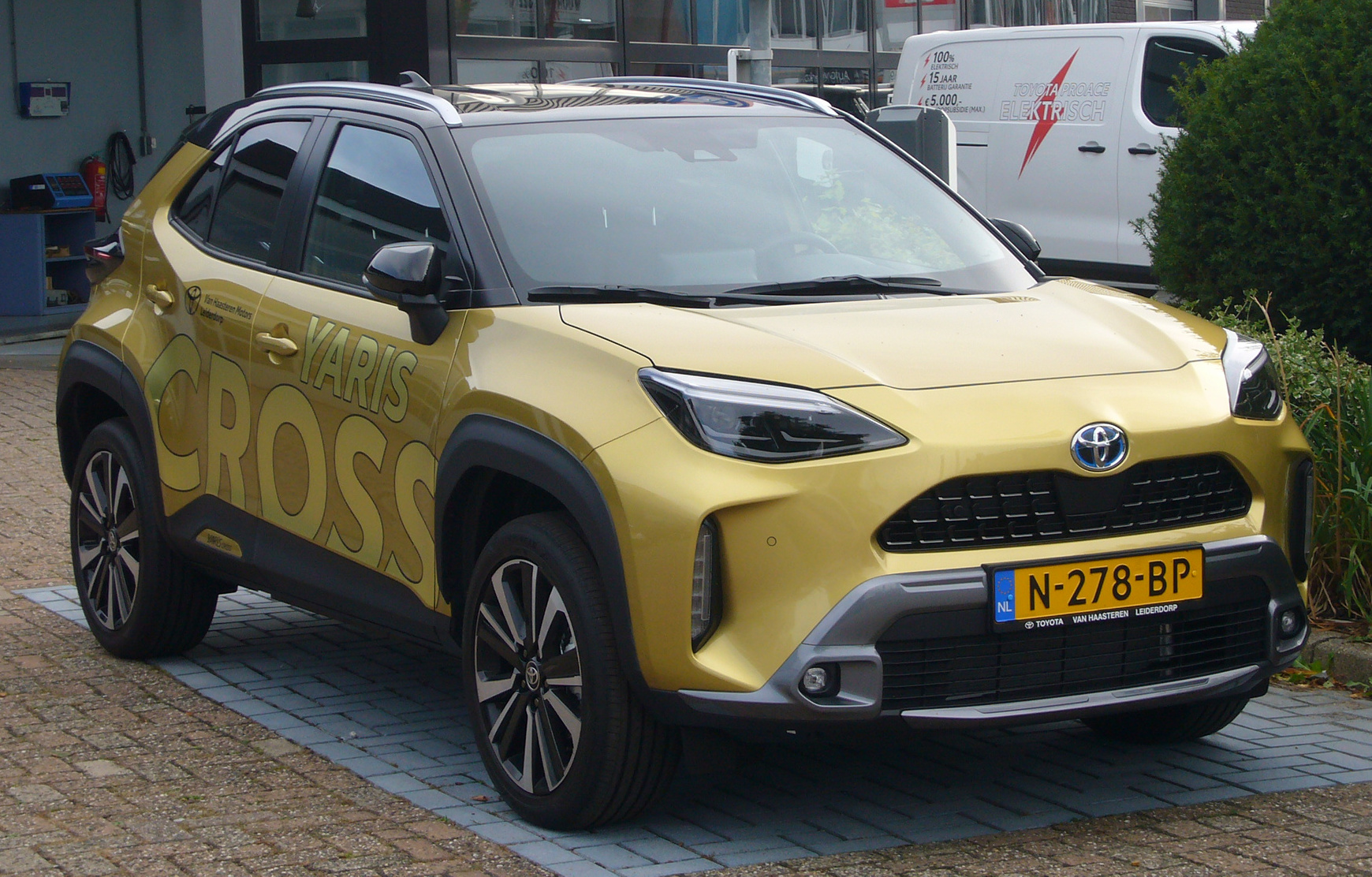
Yaris Cross Hybrid
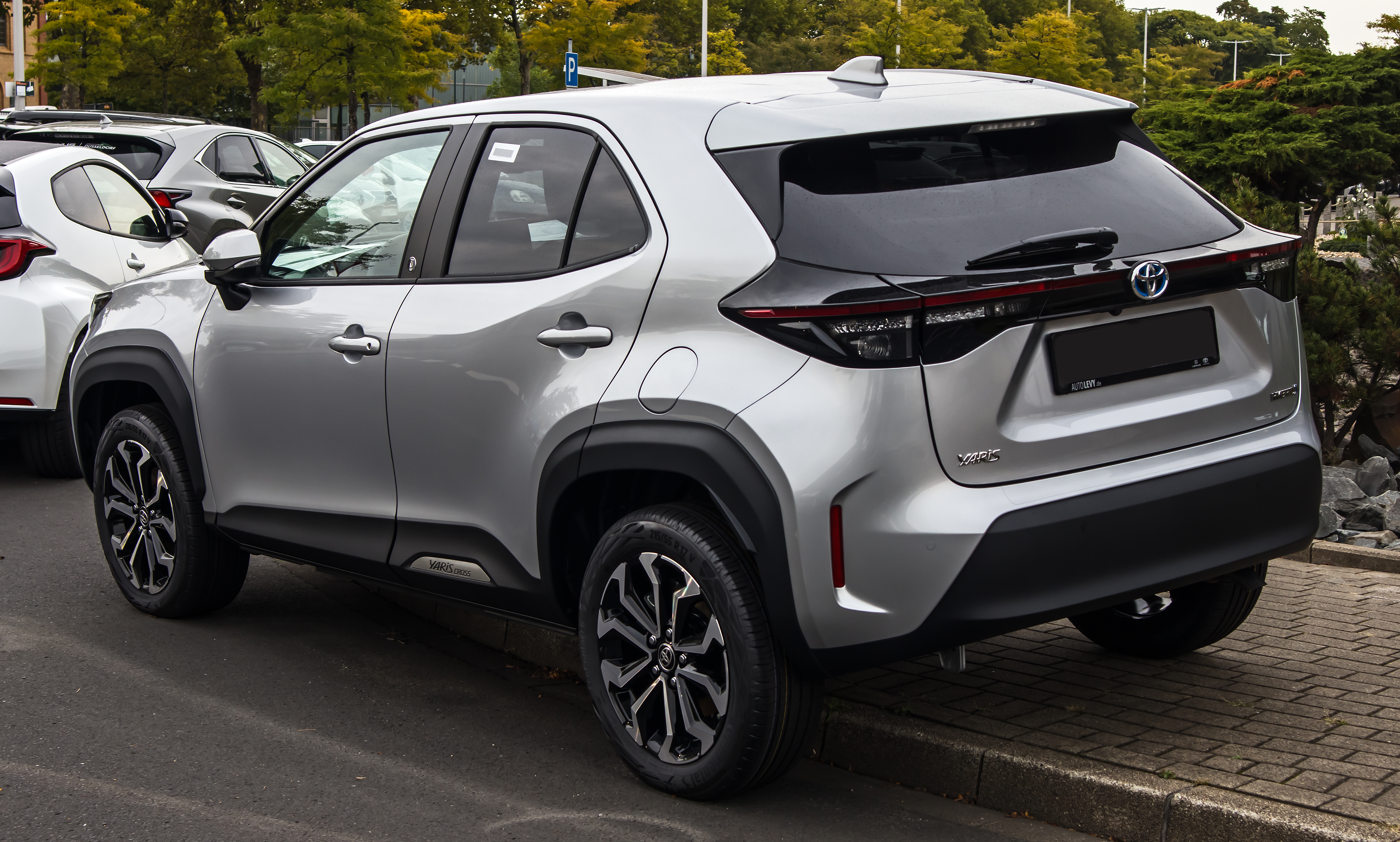
Yaris Cross Team Deutschland Hybrid
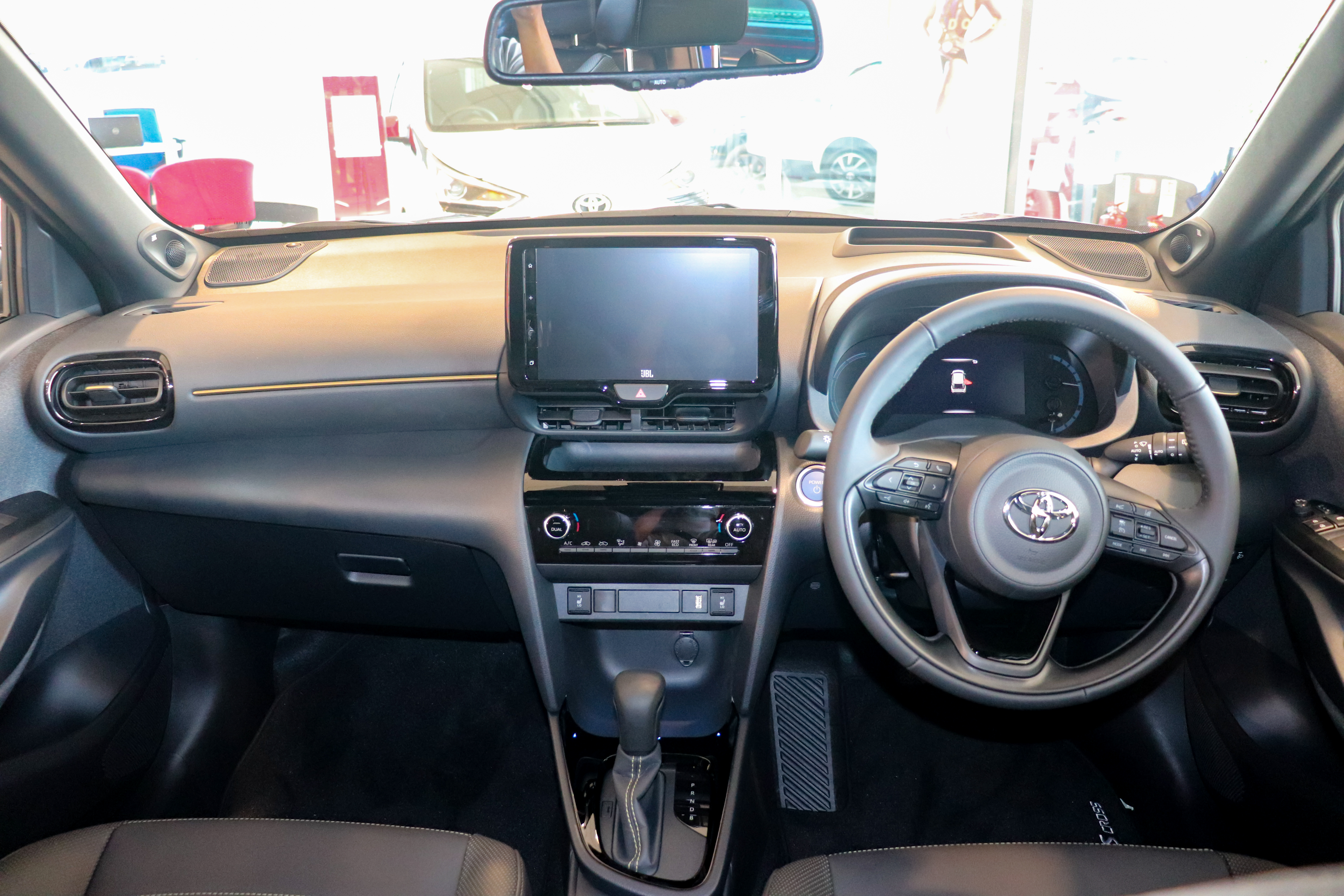
Interior